# Recoubeau-Jansac
 Recoubeau-Jansac  là một xã thuộc tỉnh Drôme trong vùng Auvergne-Rhône-Alpes ở đông nam nước Pháp. Xã Recoubeau-Jansac nằm ở khu vực có độ cao trung bình 500 mét trên mực nước biển.